# Les Snustreraer
Les Snustreraer (Snustreraer signifie curieux, fouineur en flamand occidental) est l'une des associations philanthropiques dunkerquoises, membre de l'ABCD (Association des Bals du Carnaval de Dunkerque), c'est-à-dire l'une des associations dont le bal se déroule au Kursaal de Dunkerque. Celui de l'association s'appelle le « Bal du Printemps », il est organisé 17 jours après le mercredi des Cendres, c'est-à-dire deux weekends après la bande de Malo-les-Bains. C'est le dernier bal de la saison carnavalesque organisé au Kursaal.

## Les «Snustres»
La première réunion de ce qui deviendra les Snustreraer a lieu en Octobre 1951. L'association de 40 membres est officiellement créée le 8 décembre 1954, Gaston Baeyaert est à l'origine du nom de l'association. Edmond Schapman est nommé président. L'association organise, le 4 mars 1956, la première bande des pêcheurs de Petite-Synthe (qui est à l'époque indépendante de Dunkerque). En 1991, les Snustreaer sont membres fondateurs de l'ABCD. Enfin le 23 janvier 1999, le géant Snustre représentant l'association est baptisé. À l'image des autres associations, les Snustreraer portent les couleurs du quartier ou de la ville auxquelles elles appartiennent, ainsi les «  Snustres  » sont habillés de bleu et de rouge, les couleurs de Petite-Synthe.
L'objectif de l'association est social, ses membres participent activement à plusieurs projets : lutte contre la pauvreté, contre la maladie, etc.